# Ivan Finotti
Ivan Finotti (San Paolo del Brasile, 1970) è un giornalista, critico musicale, critico cinematografico, regista, musicologo e saggista brasiliano.

## Biografia
Italobrasiliano, laureato in Giornalismo presso l'Universidade de São Paulo, ha lavorato per i giornali Notícias Populares, Diário de S. Paulo e O Estado de S. Paulo e per le riviste Superinteressante e Flashback. 
Ha diretto nel 2001 con André Barcinski il documentario Maldito - A vida e o cinema de José Mojica Marins, o Zé do Caixão  (2001), sul regista e attore José Mojica Marins, tratto dall'omonima biografia da loro scritta nel 1988: il film , risultato vincitore del Premio della Giuria al Sundance Festival (USA) e del Premio del Pubblico al Festival É Tudo Verdade (San Paolo), è stato proiettato in circa 15 festival internazionali e trasmesso da emittenti televisive di circa 20 paesi. 